# 唐凱威
唐 凱威（とう がいい、タン・カイウェイ、英語: Tang Kai-wei、1998年6月29日 - ）は、台湾の男子バドミントン選手。

## 経歴
2022年の後半から、同い年の盧明哲とペアを組む。
2024年のタイ・オープンでは、準々決勝でチュン・ホンジャン / ムハマド・ハイカルを破るなどして、銅メダルを獲得。BWFワールドツアー上位大会での初メダル獲得となった。